# Gullmarsplan (Stockholms tunnelbana)
Gullmarsplan ist eine oberirdische Station der Stockholmer U-Bahn „Tunnelbana“. Sie befindet sich im Stadtteil Södermalm. Die Station wird von der Gröna linjen des Stockholmer U-Bahn-Systems sowie von der stadtbahnähnlichen Tvärbanan bedient, welche am westlichen Eingang der Station hält. Über der Station befindet sich ein großes Busterminal.
Die zentrale Lage macht die Station zur meistfrequentierten Station des U-Bahn-Netzes im südlichen Teil Stockholms.
An einem normalen Winterwerktag steigen hier 38.800 Pendler in die U-Bahn zu, sowie 12.900 in die Tvärbana und 32.900 in Busse.
Die Station wurde am 3. September 1946 unter dem Namen Johanneshov  als Straßenbahnhaltestelle in Betrieb genommen. Der U-Bahnbetrieb erfolgte am 1. Oktober 1950 als der erste Stockholmer U-Bahn-Abschnitt Slussen–Hökarängen eingeweiht wurde. Die Station erhielt ihren jetzigen Namen jedoch erst 1958. Sie liegt zwischen den Stationen Globen (T19) bzw. Skärmarbrink (T17+T18) und Skanstull. Bis zum Stockholmer Hauptbahnhof sind es etwa vier Kilometer.
Am 20. August 1990 wurde über den Gleisen der U-Bahn, südlich des Stationsgebäudes, ein Busbahnhof eröffnet, wo unter anderem Busse nach Tyresö halten.
Im Jahr 2000 wurde direkt neben den Gleisen der Tunnelbana die Station Gullmarsplan der Tvärbana Richtung Liljeholmen eröffnet, 2002 auch nach Sickle Udde.
Damit ist Gullmarsplan einer der mächtigeren Umsteigepunkte im Stockholmer Nahverkehr.
Dies verstärkte sich noch, als im Herbst 2017 die Tvärbana nach Sickla verlängert wurde.

## Reisezeit
| Linie | bis Station     | Reisezeit | bis Station                    | Reisezeit         |
| T17   | Åkeshov         | 29 min    | Slussen Gamla stan T-Centralen | 4 min 5 min 9 min |
| T17   | Skarpnäck       | 10 min    | Slussen Gamla stan T-Centralen | 4 min 5 min 9 min |
| T18   | Alvik           | 22 min    | Slussen Gamla stan T-Centralen | 4 min 5 min 9 min |
| T18   | Farsta strand   | 15 min    | Slussen Gamla stan T-Centralen | 4 min 5 min 9 min |
| T19   | Hässelby strand | 41 min    | Slussen Gamla stan T-Centralen | 4 min 5 min 9 min |
| T19   | Hagsätra        | 14 min    | Slussen Gamla stan T-Centralen | 4 min 5 min 9 min |
| 30    | Solna station   | 43 min    | Alvik                          | 23 min            |
| 30    | Sickla          | 10 min    | Alvik                          | 23 min            |

## Vertikaler Aufbau
Die Station liegt an einem Hang, dem Skansbacken, der nach Norden und Osten abfällt.
Durch Kunstbauten wurde die natürliche Topografie ergänzt und drei Ebenen geschaffen:
- Der Busbahnhof für die 800-er Busse (hauptsächlich nach Tyresö) bildet die obere Ebene.
- Die mittlere Ebene bildet den eigentlichen Stadtplatz Gullmarsplan mit zwei Kreisverkehren. Dort ist auch der Haupteingang in die Station mit einigen Geschäften. Die Stammbusslinie 4 Richtung Radiohuset sowie einige andere lokale Busse halten auf dieser Ebene an der nördlichen Seite des Stationsgebäudes.
- Die untere Ebene besteht aus den Bahnsteigen der U-Bahn und Tvärbana sowie den oberen Enden der Skanstullsbrücke und Johanneshovsbrücke.

Die mittlere Ebene liegt etwa 43 m über dem Meeresspiegel, die anderen Ebenen etwa 4 m darunter bzw. darüber.

## Zukunft
Es ist beschlossen, die blaue Linie von Kungsträdgården nach Södermalm und dann in zwei Ästen nach Nacka und zum Gullmarsplan zu verlängern.
Der zweite Ast soll dann ab der Haltestelle Sockenplan die Strecke nach Hagsätra übernehmen. Gullmarsplan bekommt dann einen neuen Bahnsteig in tieferer Lage für die blaue Linie, womit die Bedeutung der Station nochmals steigt.
Die Gleise der blauen Linie werden etwa 32 m unter dem Meeresspiegel liegen.
Die Höhendifferenz zur bisherigen Station wäre für normale Rolltreppen zu hoch.
Deswegen werden dort nur Aufzüge gebaut werden. Die neue Station bekommt aber noch einen zweiten Ausgang in der Nähe der Tvärbana-Station Mårtensdal. Weil diese nur etwa 9 m über dem Meeresspiegel liegt, sind hier Rolltreppen vorgesehen.